# Battaglia delle Saintes
La battaglia delle Saintes è stata combattuta fra il 9 e il 12 aprile 1782 dalla flotta britannica guidata dall'ammiraglio George Rodney e dalla flotta francese al comando dell'ammiraglio François Joseph Paul de Grasse, durante la guerra d'America.
Essa prende nome dalle Îles des Saintes, un piccolo arcipelago fra Guadalupa e Dominica, nei Caraibi, dove si svolse lo scontro. La flotta francese, protagonista in precedenza dell'importante vittoria della baia di Chesapeake che aveva influito in modo decisivo sull'esito della battaglia di Yorktown, era impegnata a proteggere un convoglio di truppe incaricato di sbarcare e conquistare la Giamaica, quando venne intercettata il 10 aprile 1782 dalla squadra navale britannica al comando dell'ammiraglio Rodney.
Dopo aver evitato in un primo tempo il combattimento per proteggere il convoglio di truppe, l'ammiraglio de Grasse venne inseguito e raggiunto dalla flotta britannica nello stretto di mare tra Dominica e le isole Saintes e costretto alla battaglia il 12 aprile 1782. Lo scontro terminò con la vittoria dell'ammiraglio Rodney che, favorito da un cambio di vento, dalla maggiore potenza delle sue artiglierie e dalla scarsezza di munizioni delle navi francesi, disgregò la flotta nemica; cinque vascelli francesi si arresero e sei furono pesantemente danneggiati. Lo stesso ammiraglio de Grasse venne catturato a bordo della sua nave ammiraglia Ville de Paris.
Benché questa battaglia navale rientri negli eventi bellici della Guerra d'indipendenza americana, essa non ebbe influenza sull'esito complessivo del conflitto; ebbe invece grande importanza nel quadro del contrasto globale tra Francia e Gran Bretagna, permettendo alla Royal Navy di ristabilire il predominio navale sugli oceani, vanificando le iniziali vittorie francesi nelle colonie.
La battaglia delle Saintes segnò inoltre un importante punto di svolta nell'ambito della tattica navale per l'applicazione, da parte della flotta britannica, della manovra offensiva di penetrazione nello schieramento avversario chiamata Breaking of the Line.

## Lo scontro iniziale
Fra il 7 e l'8 aprile 1782 il conte de Grasse era partito da Fort Royal, nella Martinica, con 35 navi di linea francesi, incluse 2 navi con 50 cannoni, e un grande convoglio composto da oltre 100 bastimenti per congiungersi con una flotta spagnola di 12 navi di linea e 15 000 uomini. Il loro obiettivo era la conquista dell'isola britannica di Giamaica, ulteriore tappa nel piano di progressiva espulsione degli inglesi dalle Antille che de Grasse aveva avviato da tre mesi guidando la sua flotta a impadronirsi, isola dopo isola, di un po' tutti i possedimenti britannici nei Caraibi fatta eccezione per le isole di Giamaica, appunto, Saint Lucia, Antigua e Barbados.
Gli inglesi, che erano perfettamente a conoscenza delle intenzioni francesi e si tenevano costantemente informati sui movimenti delle loro navi, si posero immediatamente all'inseguimento con i 36 vascelli della flotta comandata dagli ammiragli George Brydges Rodney e Samuel Hood. Nell'arco della giornata raggiunsero la spedizione nemica grazie alla maggior velocità dei loro velieri, le cui carene erano rivestite con pannelli di rame per impedire alla flora e alla fauna marina di attecchirvi.
Il 9 aprile de Grasse ordinò al convoglio francese di riparare a Guadalupa, facendolo scortare dalle due navi da cinquanta cannoni e disponendo la propria flotta in ordine di battaglia per coprirne il ripiegamento. Otto vascelli dell'avanguardia inglese mossero comunque contro i bastimenti in ritirata ingaggiando una rapida schermaglia con le navi francesi che ebbero la meglio ma che, quando avvistarono il grosso della flotta avversaria in arrivo, preferirono rompere l'ingaggio per tornare a proteggere il convoglio mercantile. Nei giorni successivi le due flotte si fronteggiarono senza entrare in contatto e cercando di riparare i danni subiti nello scontro iniziale.

## La battaglia

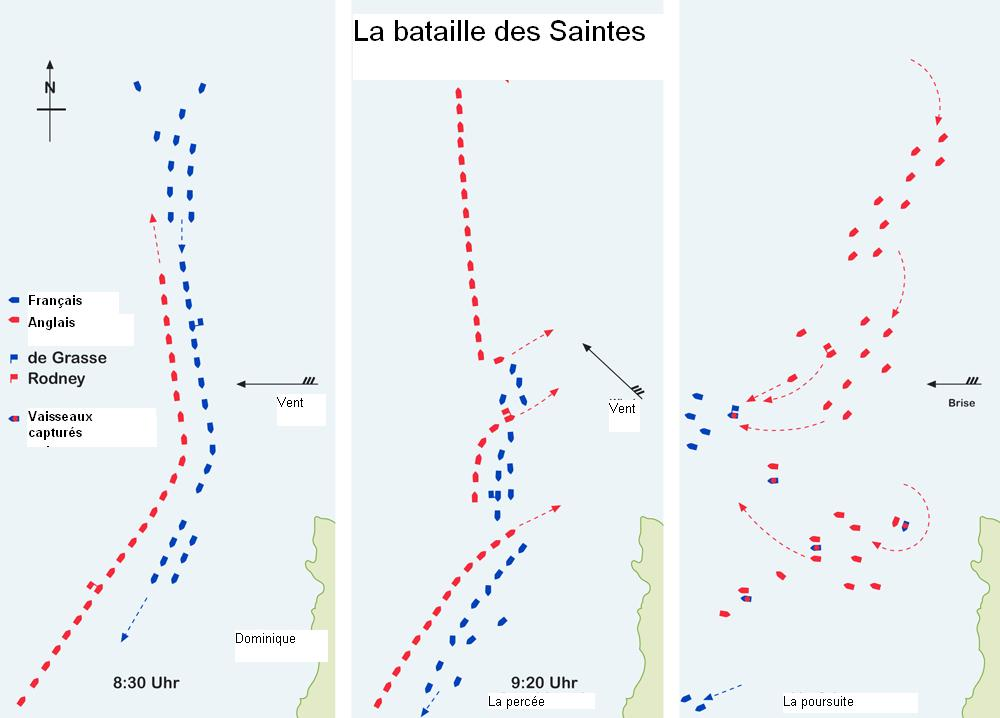
Schema delle tappe principali della battaglia delle Saintes.

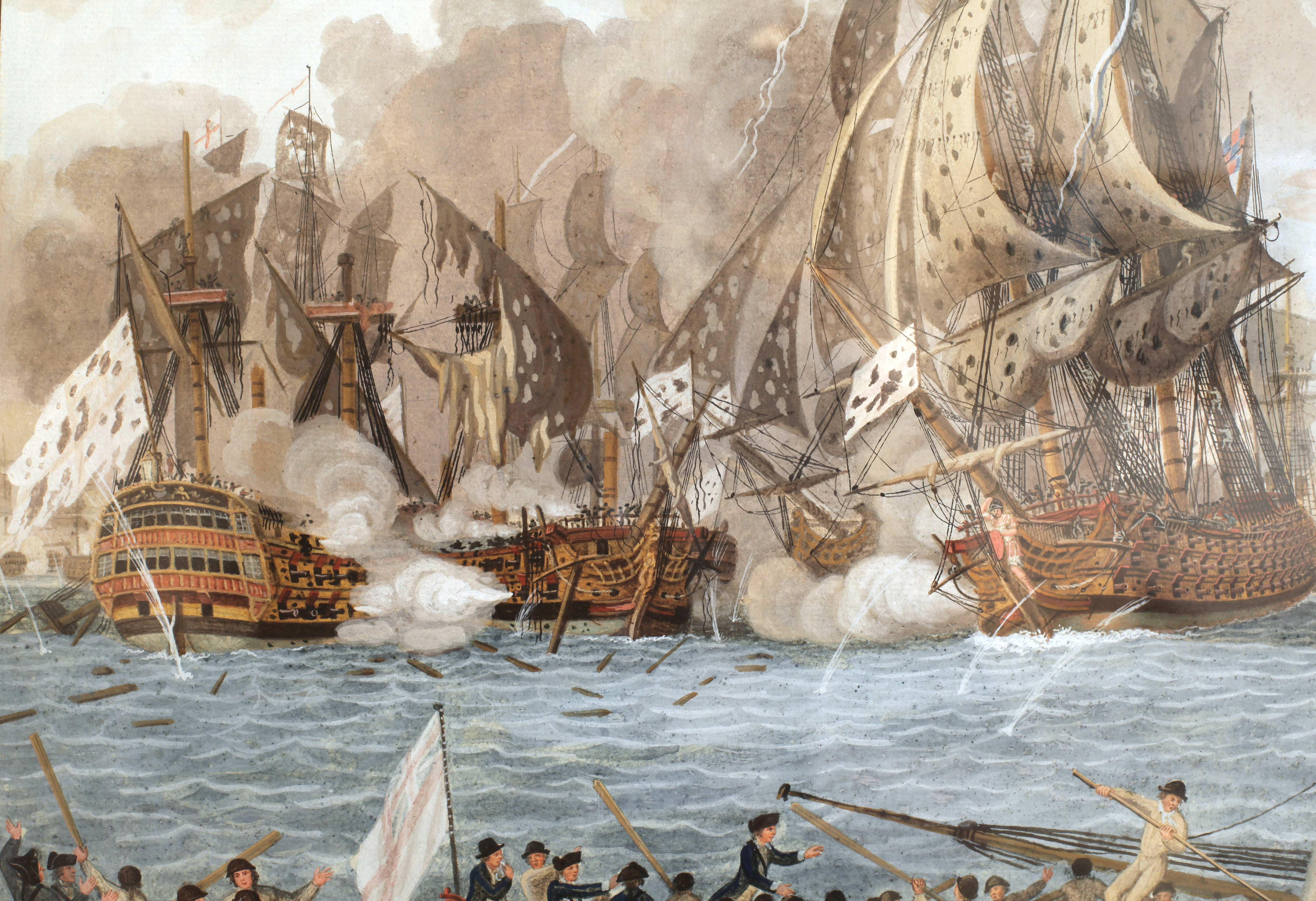
Battaglia delle Saintes, aprile 1782 dipinto da François Aimé Louis Dumoulin

Tre giorni dopo, il 12 aprile, de Grasse avanzò con la sua flotta per soccorrere un bastimento disalberato diretto a Guadalupa e inseguito da quattro vascelli inglesi. Per tutta risposta Rodney richiamò le proprie navi coinvolte nell'inseguimento e diede il segnale per lo schieramento in linea di battaglia.
Anche la squadra francese prese a sfilare in formazione analoga ma, per ragioni mai chiarite (un improvviso cambio di vento, un'errata interpretazione degli ordini di de Grasse), i suoi ranghi serrati si allargarono in alcuni punti permettendo così all'ammiraglia inglese Formidable, al Duke, al Bedford e a vari altri vascelli di incunearsi nello schieramento avversario bersagliandolo con le proprie carronate sia da babordo che da tribordo e, in pratica, senza dover subire il cannoneggiamento nemico.
I francesi, essendo sottovento, subirono gravi perdite senza poter reagire in modo efficace; de Grasse non fu in grado di ricompattare la propria formazione e la sua stessa ammiraglia, il Ville de Paris, venne così seriamente danneggiata e l'equipaggio talmente decimato (400 morti e oltre 700 feriti) che fu costretto ad arrendersi mentre la maggior parte della flotta francese, ormai nel panico, fuggiva disordinatamente bersagliata dai vascelli inglesi.

## Bilanci e polemiche

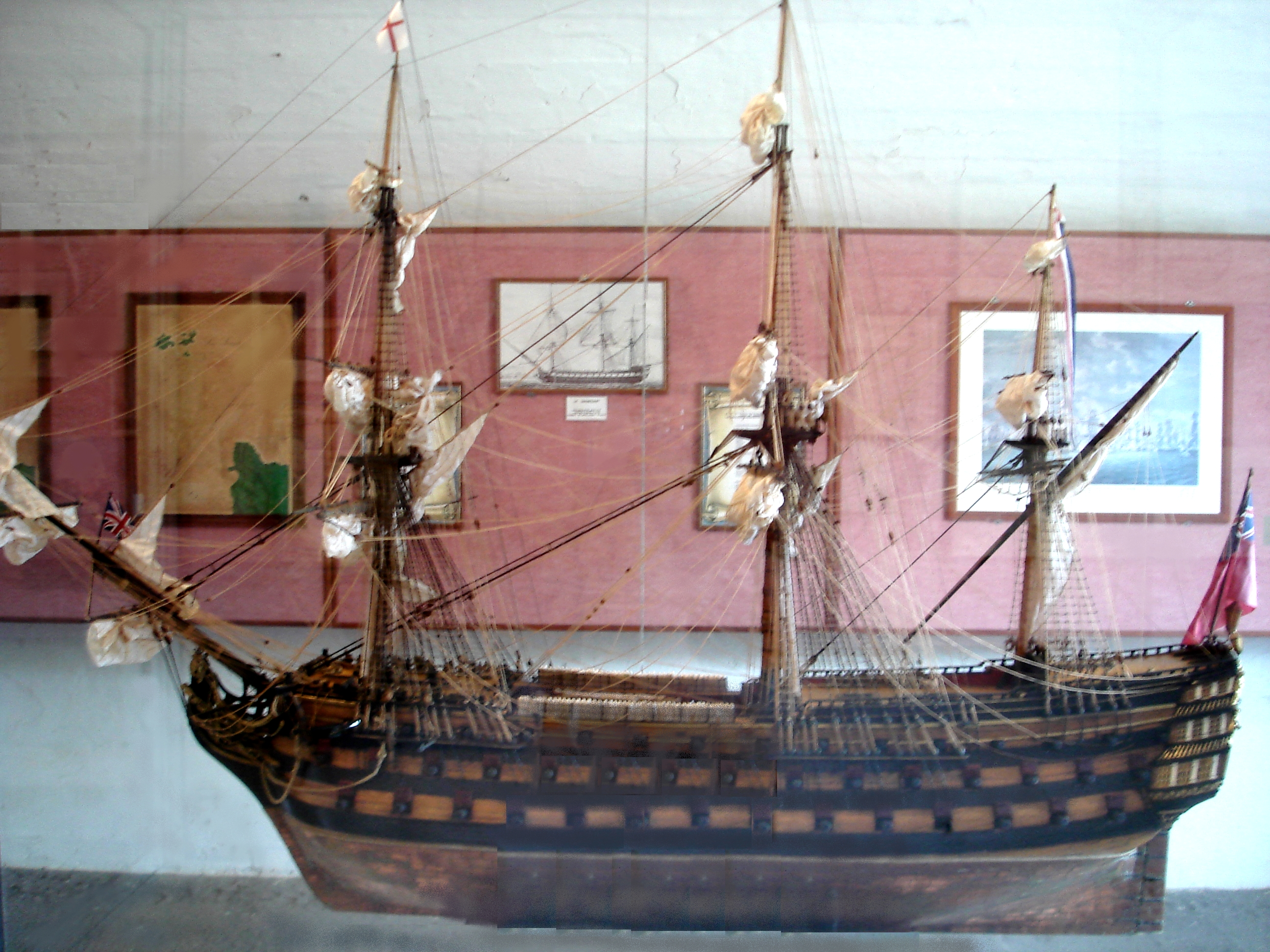
Modello del vascello inglese da 90 cannoni Formidable, varato nel 1777. Comandato dal capitano Charles Douglas, partecipò alla battaglia delle Saintes come nave ammiraglia di George Rodney e guidò la manovra di penetrazione nello schieramento avversario che causò la disfatta francese.

Alla fine gli inglesi catturarono 5 navi francesi (talmente danneggiate da essere inutilizzabili e di cui una, il César, poi esplose e affondò). A queste andrebbero aggiunte le due catturate dal contrammiraglio Samuel Hood nello stretto di Mona il 17 aprile, quando l'ammiraglio Rodney lo autorizzò a inseguire il nemico.
Mentre le perdite inglesi furono di 243 morti, 816 feriti e due comandanti uccisi, quelle francesi sono stimate sulle 8 000 unità (di cui 5 000 prigionieri e 6 comandanti uccisi). Queste cifre così alte testimoniano la consistenza delle forze messe in campo dai francesi per sbarcare in Giamaica. In ogni caso, la pesante sconfitta patita alle Saintes pose fine alle speranze di spagnoli e francesi di conquistare l'isola e di affermare la propria supremazia nei Caraibi.
L'ammiraglio Rodney − che per questa vittoria fu nominato barone, si meritò una ballata (la Rodney's Glory) e venne onorato dai coloni giamaicani con una statua del celebre scultore inglese John Bacon (tutt'oggi visibile a Kingston) − subì però aspre critiche per non aver completato il successo con l'inseguimento dei francesi in rotta. Il suo contrammiraglio Sir Samuel Hood sostenne infatti che, se Rodney avesse impartito subito l'ordine di dar la caccia al nemico in fuga, si sarebbero potute catturare altre 20 navi francesi e comunque eliminare totalmente la presenza navale della Francia nei Caraibi.
Anche la validità della sua brillante manovra nello spezzare la linea di battaglia avversaria (Breaking of the Line) fu sminuita da quanti la interpretarono come un'evenienza del tutto casuale e, fra coloro che invece la ritennero una tattica premeditata, da chi ne attribuì la paternità al capitano Charles Douglas, comandante del Formidable, o allo scozzese John Clerk of Eldin, esperto di tattica navale.
Pure sul fronte francese sorsero dispute e processi circa la responsabilità della sconfitta, attribuita dall'opinione generale al conte de Grasse, che però si difese evidenziando il mancato rispetto degli ordini da parte dei suoi ufficiali Louis-Philippe de Vaudreuil e Louis Antoine de Bougainville.

## Bibliografia

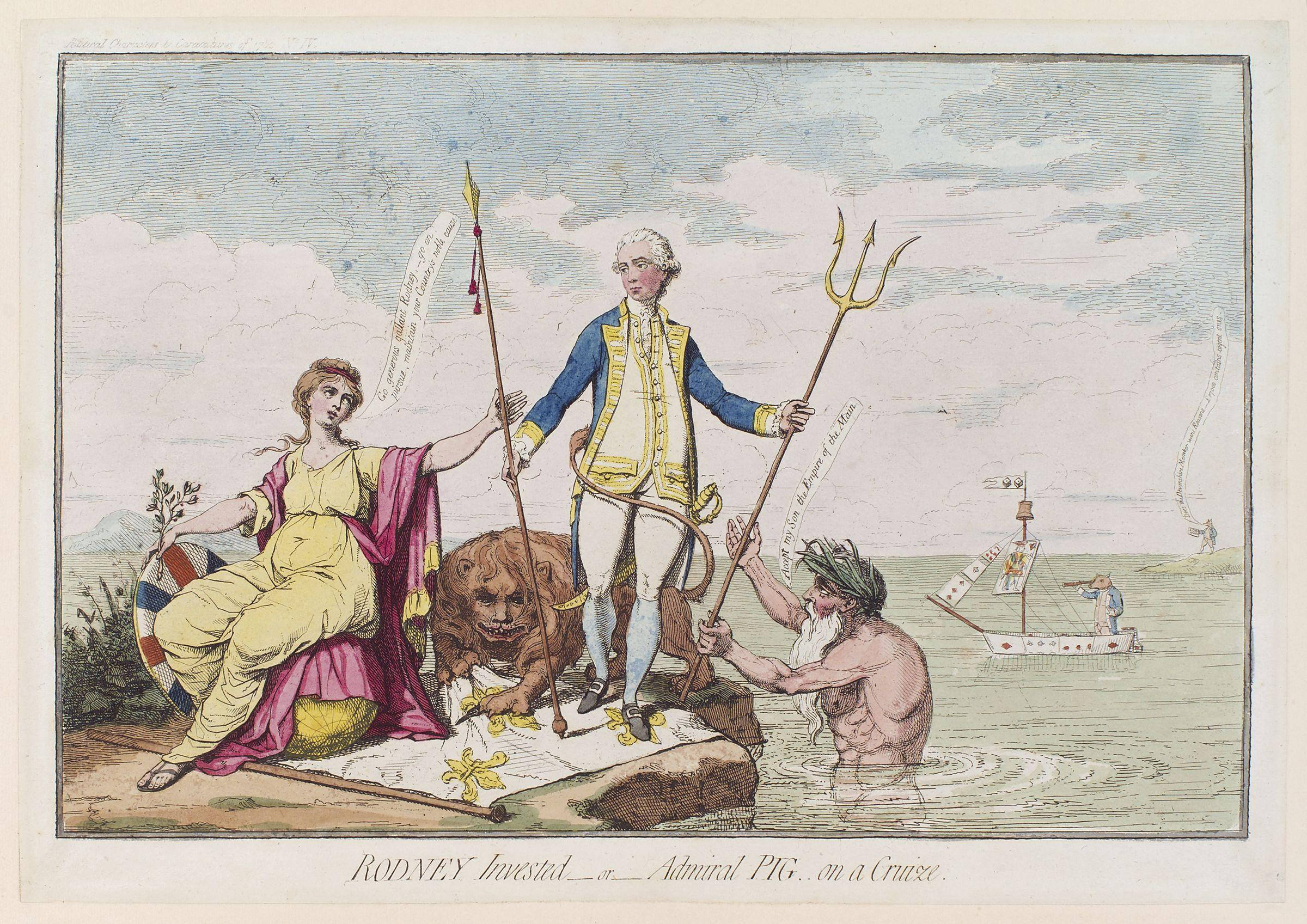
Stampa caricaturale di James Gillray (1782, National Portrait Gallery di Londra) che celebra la vittoria dell'ammiraglio Rodney alle Saintes a dispetto dei suoi rivali politici: l'ammiraglio Hugh Pigot (raffigurato già in viaggio per sostituirlo nel comando) e il segretario di stato agli affari esteri Charles James Fox.